# Квет, Францишек-Болемир
Францишек-Болемир Квет (Kvet; 1825 — 1865) — чешский писатель
.
Был лектором чешского языка и литературы в варшавской Главной школе. Последователь Гербартовой философии, Квет написал много статей философского содержания, помещённых в различных чешских журналах; отдельно опубликованы: «Nauka prostonarodni о wychowani» (Прага, 1849); «Slzy» (Пр., 1850 — сборник стихотворений); «Jana z Lobkowic, zprawa a nauczeni synu Jaroslawowi» (Пр., 1851); «Leibnitz und Komenius» (Пр., 1857); «Leibnizens Logik nach den Quellen dargestellt» (Пр., 1857); «Žiti basnicke» (Пр., 1859 — поэма); «Aestheticky rozbor Rukopisu Kralodworskeho» (Пр., 1861); «Staroczeska mluwnice» (Пр., 1860; 2 изд. 1864).